# Front Patriòtic (Bulgària)
El Front Patriòtic (en búlgar: Отечествен фронт, ОФ; trl. Otečestven Front, OF) va ser una organització rebel de Bulgària durant la Segona Guerra Mundial. Creada a instàncies de Gueorgui Dimitrov el 1942, agrupava diverses forces antifeixistes: el Partit Comunista Búlgar, el Moviment Zveno, l'ala esquerra de la Unió Popular Agrària Búlgar i el Partit dels Treballadors Socialdemòcrates Búlgars, entre d'altres.
La força armada del Front Patriòtic fou l'Exèrcit Rebel d'Alliberament Nacional, els destacaments del qual eren organitzats als boscos búlgars per a combatre les Forces Armades del Regne de Bulgària i els seus aliats, principalment l'Alemanya nazi.
El Front Patriòtic comptava amb 20.000 guerrillers, 10.000 participants de grups de combat i suport logístic d'aproximadament 200.000 simpatitzants.
En els combats van caure 9415 guerrillers de l'Exèrcit Rebel d'Alliberament Nacional i 20.000 enllaços i simpatitzants van ser assassinats pel govern feixista, ja sigui mitjançant execució a la forca o cremats vius. Altres desenes de milers de militants van morir en camps de concentració.
El 9 de setembre de 1944, una revolució endegada per la Unió Soviètica va posar fi al règim monàrquic-feixista i va establir una república, que va tenir el suport del 93% dels participants del referèndum de 1946, fundant-se la República Popular de Bulgària.